# Saison 2 des Mystères de Laura
Chronologie
Saison 1
Cet article présente le guide des épisodes de la deuxième saison de la série télévisée américaine Les Mystères de Laura (The Mysteries of Laura).

## Généralités
- Aux États-Unis, la saison a été diffusée du 23 septembre 2015 au 2 mars 2016 par le réseau NBC.
- Au Canada, elle a été diffusée en simultanée sur le réseau CTV Two.

### Synopsis
La série suit la vie de Laura Diamond, un policier de la NYPD qui est en attente de la finalisation de son divorce, et qui essaie de mener de front travail et vie de famille comme mère célibataire de deux fils jumeaux. Pas facile, quand votre supérieur hiérarchique (Josh Lucas) est aussi votre futur ex!

## Distribution

### Acteurs principaux
- Debra Messing (VF : Emmanuèle Bondeville) : Détective Laura Diamond
- Josh Lucas (VF : Tony Joudrier) : Lieutenant/Capitaine Jake Broderick
- Laz Alonso (VF : Olivier Cordina) : Détective Billy Soto
- Janina Gavankar (VF : Stéphanie Hédin) : Détective Meredith Bose
- Max Jenkins (en) (VF : Thibaut Lacour) : Max Carnegie
- Callie Thorne : Captain Nancy Santiani

### Acteurs récurrents et invités
- Gabriel Mann : Shane Parker[1] (épisode 3)
- Enrico Colantoni : Dan Hauser[2] (épisodes 4 et 13)
- Stockard Channing : Brenda Phillips[3] (épisodes 10 et 11)
- Jerry O'Connell : Jon Dunham[3] (épisodes 10 et 11)
- Willie Garson : Georges Tilieu[3] (épisode 10)
- Jenna Fischer : Jennifer Lambert[4] (épisodes 13, 14 et 16)
- Alysia Reiner : Rachel[5] (épisode 14)
- Debby Ryan : Lucy Diamond, demi-sœur de Laura[6] (épisodes 15 et 16)

## Liste des épisodes

### Épisode 1:L'enfant disparu
- États-Unis /  Canada : 23 septembre 2015 sur NBC[7] / CTV Two[8]
- Belgique : 4 juin 2016 sur La Une
- France : 7 juin 2016 sur TF1
- Suisse : 11 juin 2016 sur RTS Un
- Québec : 1er septembre 2016 sur Séries+[9]

- États-Unis : 7,11 millions de téléspectateurs[10] (première diffusion)
- France : 2,72 millions de téléspectateurs[11] (première diffusion)

### Épisode 2:La malade imaginaire
- États-Unis /  Canada : 30 septembre 2015 sur NBC / CTV Two
- Belgique : 4 juin 2016 sur La Une
- Suisse : 11 juin 2016 sur RTS Un
- Québec : 8 septembre 2016 sur Séries+
- France : 8 septembre 2016 sur TF1

- États-Unis : 7,36 millions de téléspectateurs[12] (première diffusion)

### Épisode 3:Meurtre invisible
- États-Unis /  Canada : 7 octobre 2015 sur NBC / CTV Two
- Belgique : 4 juin 2016 sur La Une
- Suisse : 11 juin 2016 sur RTS Un
- France : 8 septembre 2016 sur TF1
- Québec : 15 septembre 2016 sur Séries+

- États-Unis : 7,2 millions de téléspectateurs[13] (première diffusion)

- Gabriel Mann : Shane Allen

### Épisode 4:Le retour du mentor
- États-Unis /  Canada : 14 octobre 2015 sur NBC / CTV Two
- Belgique : 11 juin 2016 sur La Une
- Suisse : 11 juin 2016 sur RTS Un
- France : 8 septembre 2016 sur TF1
- Québec : 22 septembre 2016 sur Séries+

- États-Unis : 6,92 millions de téléspectateurs[14] (première diffusion)

- Enrico Colantoni : Dan Hauser

### Épisode 5:Une femme traquée
- États-Unis /  Canada : 21 octobre 2015 sur NBC / CTV Two
- Belgique : 11 juin 2016 sur La Une
- Suisse : 18 juin 2016 sur RTS Un
- France : 15 septembre 2016 sur TF1
- Québec : 29 septembre 2016 sur Séries+

- États-Unis : 6,81 millions de téléspectateurs[15] (première diffusion)

### Épisode 6:Entraînement spécial
- États-Unis /  Canada : 28 octobre 2015 sur NBC / CTV Two
- Belgique : 11 juin 2016 sur La Une
- Suisse : 18 juin 2016 sur RTS Un
- France : 15 septembre 2016 sur TF1
- Québec : 6 octobre 2016 sur Séries+

- États-Unis : 6,35 millions de téléspectateurs[16] (première diffusion)

- Sherri Saum : Cecilia Burke

### Épisode 7:Maternité de luxe
- États-Unis /  Canada : 4 novembre 2015 sur NBC / CTV Two
- Suisse : 18 juin 2016 sur RTS Un
- Belgique : 18 juin 2016 sur La Une
- France : 15 septembre 2016 sur TF1
- Québec : 13 octobre 2016 sur Séries+

- États-Unis : 7 millions de téléspectateurs[17] (première diffusion)

### Épisode 8:Petits secrets, gros dangers
- États-Unis /  Canada : 18 novembre 2015 sur NBC / CTV Two
- Belgique : 18 juin 2016 sur La Une
- Suisse : 18 juin 2016 sur RTS Un
- France : 22 septembre 2016 sur TF1
- Québec : 20 octobre 2016 sur Séries+

- États-Unis : 7,41 millions de téléspectateurs[18] (première diffusion)

### Épisode 9:Triangles amoureux
- États-Unis /  Canada : 6 janvier 2016 sur NBC[19] / CTV Two
- Suisse : 25 juin 2016 sur RTS Un
- Belgique : 25 juin 2016 sur La Une
- France : 22 septembre 2016 sur TF1
- Québec : 27 octobre 2016 sur Séries+

- États-Unis : 6,84 millions de téléspectateurs[20] (première diffusion)

### Épisode 10:Un parfum de crime
- États-Unis /  Canada : 13 janvier 2016 sur NBC / CTV Two
- Belgique : 25 juin 2016 sur La Une
- Suisse : 25 juin 2016 sur RTS Un
- France : 22 septembre 2016 sur TF1
- Québec : 3 novembre 2016 sur Séries+

- États-Unis : 7,53 millions de téléspectateurs[21] (première diffusion)

- Jerry O'Connell : John Dunham
- Stockard Channing : Brenda Philips
- Willie Garson : Georges Tilleu

### Épisode 11:Otage
- États-Unis /  Canada : 20 janvier 2016 sur NBC / CTV Two
- Suisse : 25 juin 2016 sur RTS Un
- Belgique : 2 juillet 2016 sur La Une
- France : 29 septembre 2016 sur TF1
- Québec : 10 novembre 2016 sur Séries+

- États-Unis : 7 millions de téléspectateurs[22] (première diffusion)

- Jerry O'Connell : John Dunham
- Stockard Channing : Brenda Philips

### Épisode 12:Affaires croisées
- États-Unis /  Canada : 3 février 2016 sur NBC / CTV Two
- Suisse : 25 juin 2016 sur RTS Un
- Belgique : 2 juillet 2016 sur La Une
- France : 29 septembre 2016 sur TF1
- Québec : 17 novembre 2016 sur Séries+

- États-Unis : 6,85 millions de téléspectateurs[23] (première diffusion)

- Greg Grunberg : Kurt Baronson
- Harold Perrineau : Charles Baptiste

### Épisode 13:Mortelle Saint-Valentin
- États-Unis /  Canada : 10 février 2016 sur NBC / CTV Two
- Suisse : 2 juillet 2016 sur RTS Un
- Belgique : 9 juillet 2016 sur La Une
- France : 29 septembre 2016 sur TF1
- Québec : 24 novembre 2016 sur Séries+

- États-Unis : 6,93 millions de téléspectateurs[24] (première diffusion)

### Épisode 14:Une opération risquée
- États-Unis /  Canada : 17 février 2016 sur NBC / CTV Two
- Suisse : 2 juillet 2016 sur RTS Un
- Belgique : 9 juillet 2016 sur La Une
- France : 6 octobre 2016 sur TF1
- Québec : 1er décembre 2016 sur Séries+

- États-Unis : 6,33 millions de téléspectateurs[25] (première diffusion)

### Épisode 15:Entre sœurs
- États-Unis /  Canada : 24 février 2016 sur NBC / CTV Two
- Suisse : 2 juillet 2016 sur RTS Un
- Belgique : 16 juillet 2016 sur La Une
- France : 6 octobre 2016 sur TF1
- Québec : 8 décembre 2016 sur Séries+

- États-Unis : 6,52 millions de téléspectateurs[26] (première diffusion)

- Debby Ryan : Lucy Diamond
- Tate Donovan : Malcolm Harris

### Épisode 16:Fin de service
- États-Unis /  Canada : 2 mars 2016 sur NBC / CTV Two
- Suisse : 2 juillet 2016 sur RTS Un
- Belgique : 16 juillet 2016 sur La Une
- France : 6 octobre 2016 sur TF1
- Québec : 15 décembre 2016 sur Séries+

- États-Unis : 7,43 millions de téléspectateurs[27] (première diffusion)